# Campeonato Europeu de Ginástica Artística de 2008 - Resultados femininos
Os resultados femininos do Campeonato Europeu de Ginástica Artística de 2008 contaram com todas as provas individuais por aparelhos, somadas a disputa coletiva.

## Resultados
| Pos.              | Ginasta                 | Pts    |
| ----------------- | ----------------------- | ------ |
| Medalha de ouro   | GER Oksana Chusovitina  | 14.812 |
| Medalha de prata  | ITA Carlotta Giovannini | 14.662 |
| Medalha de bronze | ITA Francesca Benolli   | 14.462 |
| 4                 | CHE Ariella Kaeslin     | 14.362 |
| 5                 | RUS Anna Pavlova        | 14.337 |
| 6                 | BLR N. Maratschkouskaja | 14.237 |
| 7                 | HUN Enikoe Korcsmaros   | 14.162 |
| 8                 | GBR Rebecca Downie      | 13.500 |

| Pos.              | Ginasta               | Pts    |
| ----------------- | --------------------- | ------ |
| Medalha de ouro   | RUS Ksenia Semenova   | 15.900 |
| Medalha de prata  | ROM Steliana Nistor   | 15.800 |
| Medalha de bronze | UKR Daria Zgoba       | 15.625 |
| 4                 | GBR Elizabeth Tweddle | 15.475 |
| 5                 | UKR Anastasia Koval   | 15.425 |
| 6                 | ITA Lia Parolari      | 14.825 |
| 7                 | RUS Karina Myasnikova | 14.800 |
| 8                 | GBR Rebecca Downie    | 14.700 |

| Pos.             | Ginasta                  | Pts    |
| ---------------- | ------------------------ | ------ |
| Medalha de ouro  | RUS Ksenia Semenova      | 15.950 |
| Medalha de prata | ROM Sandra Raluca Izbasa | 15.450 |
| Medalha de prata | UKR Alina Kozich         | 15.450 |
| 4                | FRA Pauline Morel        | 15.300 |
| 5                | ITA Vanessa Ferrari      | 15.175 |
| 6                | ROM Steliana Nistor      | 15.075 |
| 6                | ESP Lenika De Simone     | 15.075 |
| 8                | UKR Marina Proskurina    | 14.650 |

| Pos.              | Ginasta                | Pts    |
| ----------------- | ---------------------- | ------ |
| Medalha de ouro   | ROM Sandra Izbasa      | 15.775 |
| Medalha de prata  | GBR Elizabeth Tweddle  | 15.525 |
| Medalha de bronze | ROM Anamaria Tămârjan  | 14.975 |
| 4                 | FRA Marine Petit       | 14.900 |
| 5                 | RUS Anna Pavlova       | 14.875 |
| 6                 | GER Oksana Chusovitina | 14.850 |
| 7                 | FRA Cassy Vericel      | 14.775 |
| 8                 | UKR Alina Kozich       | 14.700 |

### Equipes
| Posição           | País          | Ginastas                                                                                 | Total   |
| ----------------- | ------------- | ---------------------------------------------------------------------------------------- | ------- |
| Medalha de ouro   | Roménia       | Steliana Nistor Sandra Raluca Izbasa Anamaria Tămârjan Cerasela Patrascu Gabriela Dragoi | 181.525 |
| Medalha de prata  | Rússia        | Anna Pavlova Ksenia Semenova Karina Mjasnikowa Ksenia Afanasyeva Svetlana Klyukina       | 179.475 |
| Medalha de bronze | França        | Cassy Vericel Pauline Morel Marine Petit Laëtitia Dugain Isabelle Severino               | 177.175 |
| 4                 | Itália        | Vanessa Ferrari Carlotta Giovannini Francesca Benolli Lia Parolari Monica Bergamelli     | 175.775 |
| 5                 | Ucrânia       | Daria Zgoba Anastasia Koval Alina Kozich Marina Proskurina Valentina Holenkowa           | 175.475 |
| 6                 | Reino Unido   | Rebecca Downie Elizabeth Tweddle Marissa King Laura Jones Hannah Clowes                  | 174.050 |
| 7                 | Alemanha      | Oksana Chusovitina Katja Abel Joeline Möbius Jenny Brunner Marie-Sophie Hindermann       | 170.850 |
| 8                 | Países Baixos | Verona Van De Leur Lichelle Wong Suzanne Harmes Anne Tritten Sanne Wevers                | 166.825 |